# Arco de herradura

Esquema clásico del arco de herradura

Un arco de herradura es un arco ultrasemicircular o ultrapasado (cuya curva es más amplia que un semicírculo), lo que le da una forma que recuerda a una herradura. Tiene su origen en la arquitectura persa sasánida, de ahí pasó, a través de los bizantinos, al arte visigodo (siglo VI). De los visigodos también pasó al arte islámico peninsular, y de éste pasó al arte mozárabe y al románico.
El arco visigodo es menos cerrado que el musulmán, que, además, tiene muchas veces la rosca excéntrica.
En el arte musulmán hay numerosas variantes de arcos, casi todos derivados del arco de herradura, arcos de herradura apuntados (o túmidos), arcos lobulados (del siglo X en adelante), arcos entrelazados, arcos mixtilíneos, arcos cortina (que aparecen en el siglo XI) y angrelados-acampanados (desde el siglo XIV). En todo caso, estos arcos se enmarcan con un alfiz y sus dovelas suelen turnar los motivos decorativos (esta alternancia en el dovelaje también se toma del arte hispanovisigodo o, incluso, del arte hispanorromano).

## Ejemplos

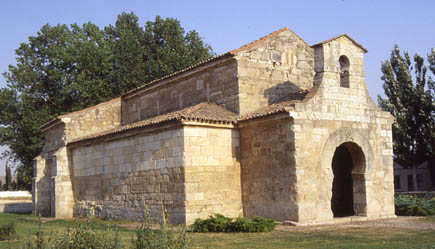
Portal con arco de herradura visigodo, Iglesia de San Juan de Baños
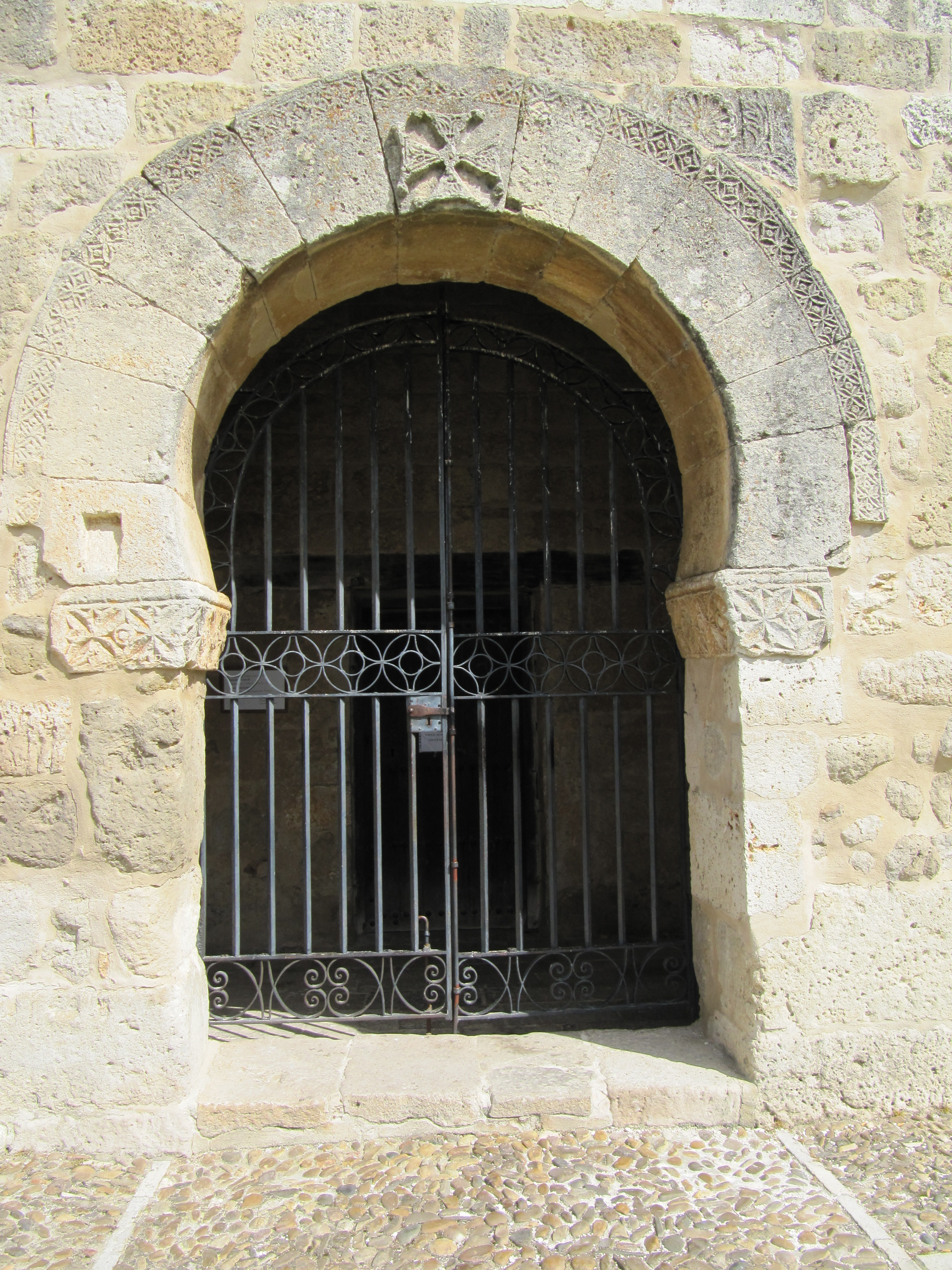
Arco de herradura visigodo, entrada principal de la iglesia de San Juan de Baños, en Baños de Cerrato (Palencia)
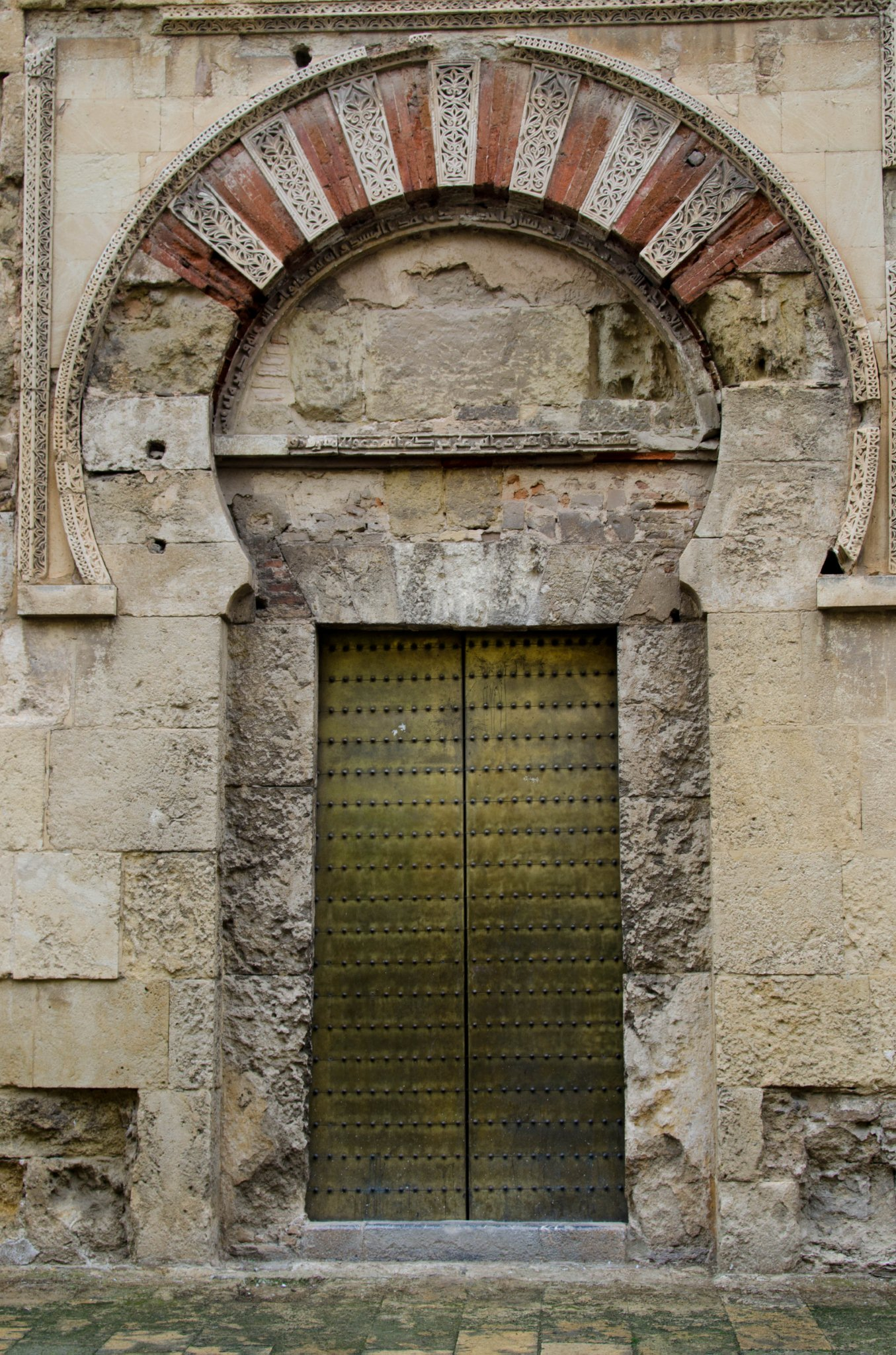
Arco de herradura califal, en una de las puertas de la Mezquita de Córdoba
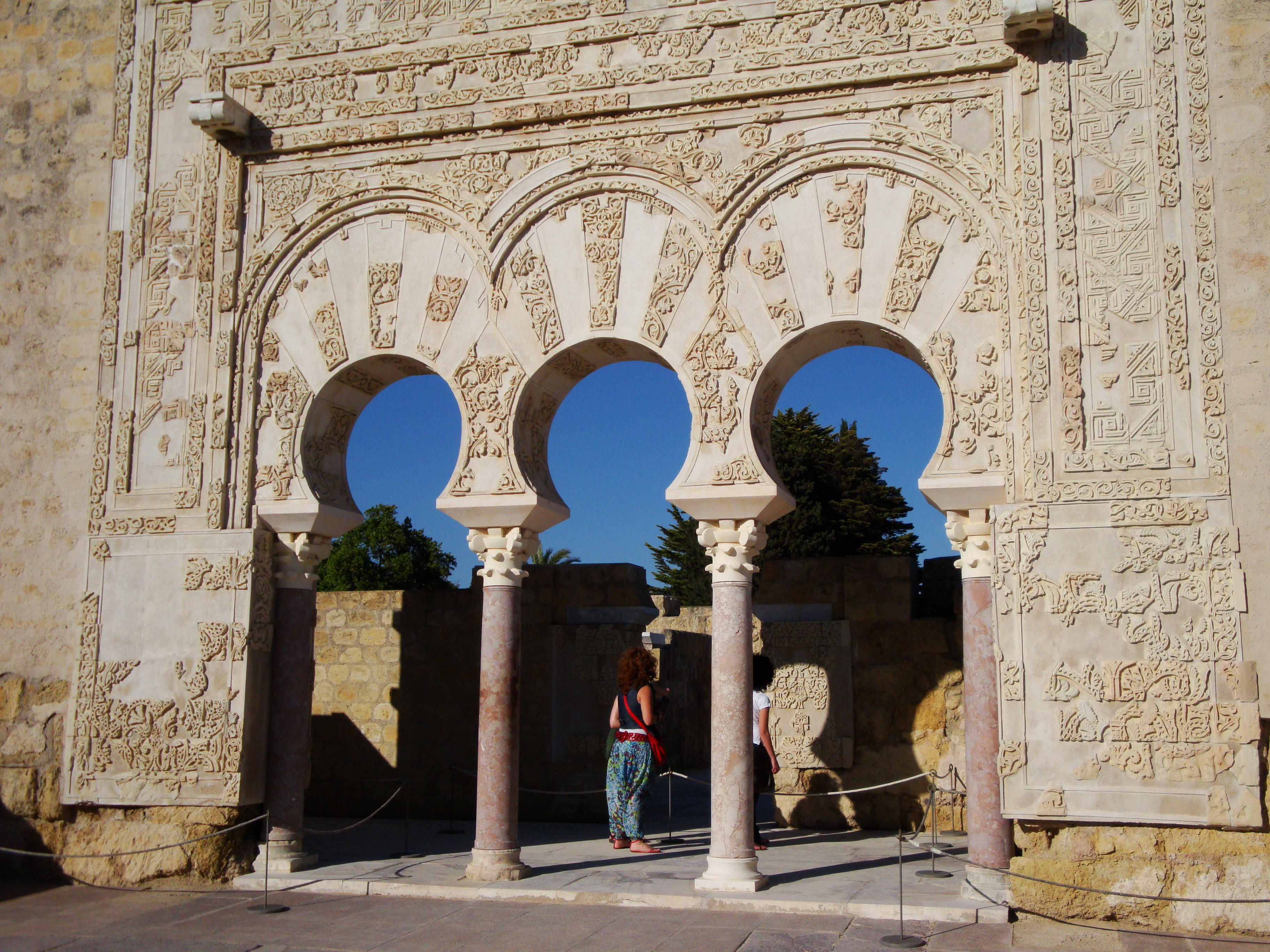
Triple arco de herradura en la Casa de Ya'far, Medina Azahara (Córdoba)
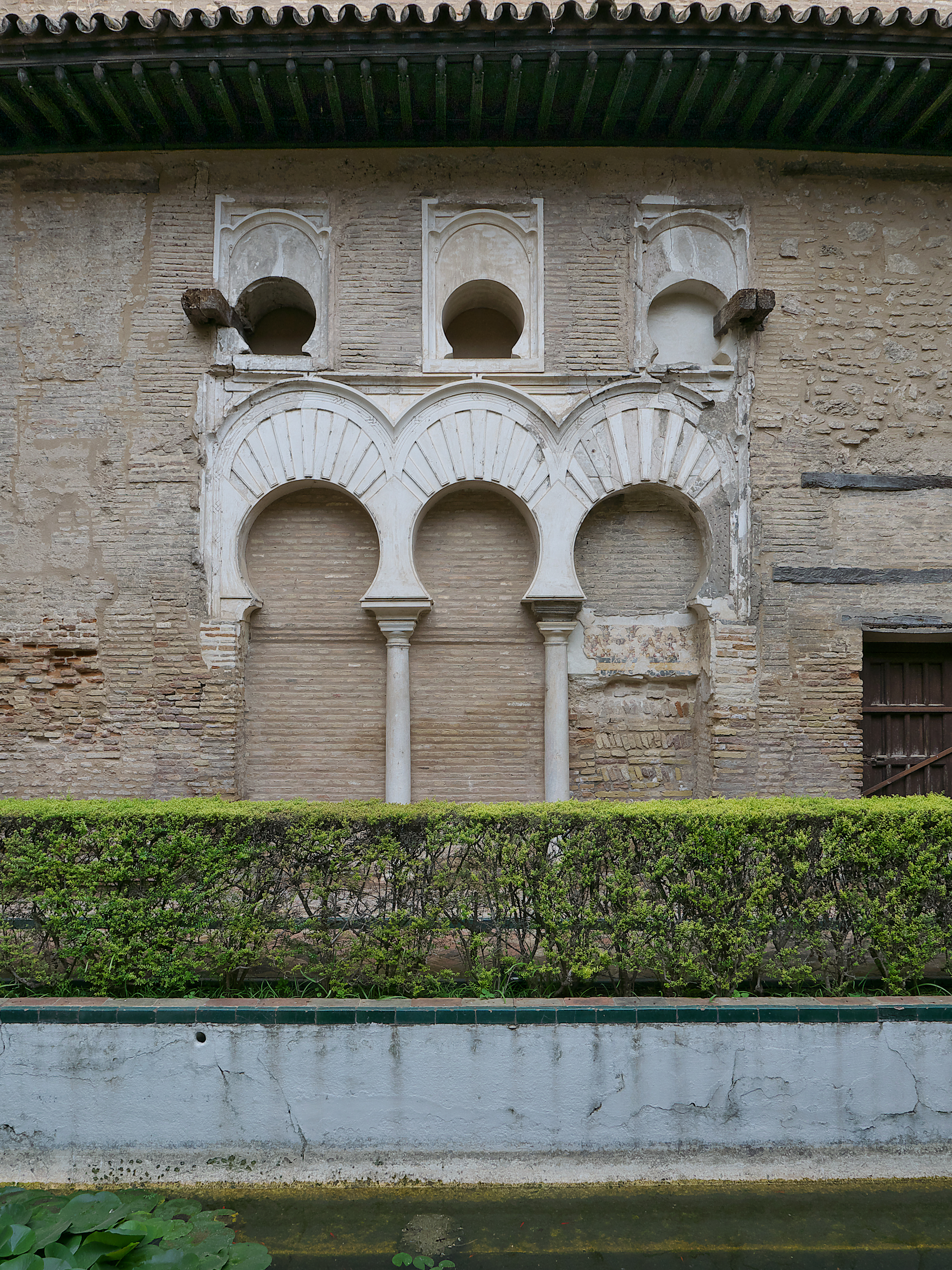
Triple arco de herradura en el Patio del Yeso, Real Alcázar de Sevilla
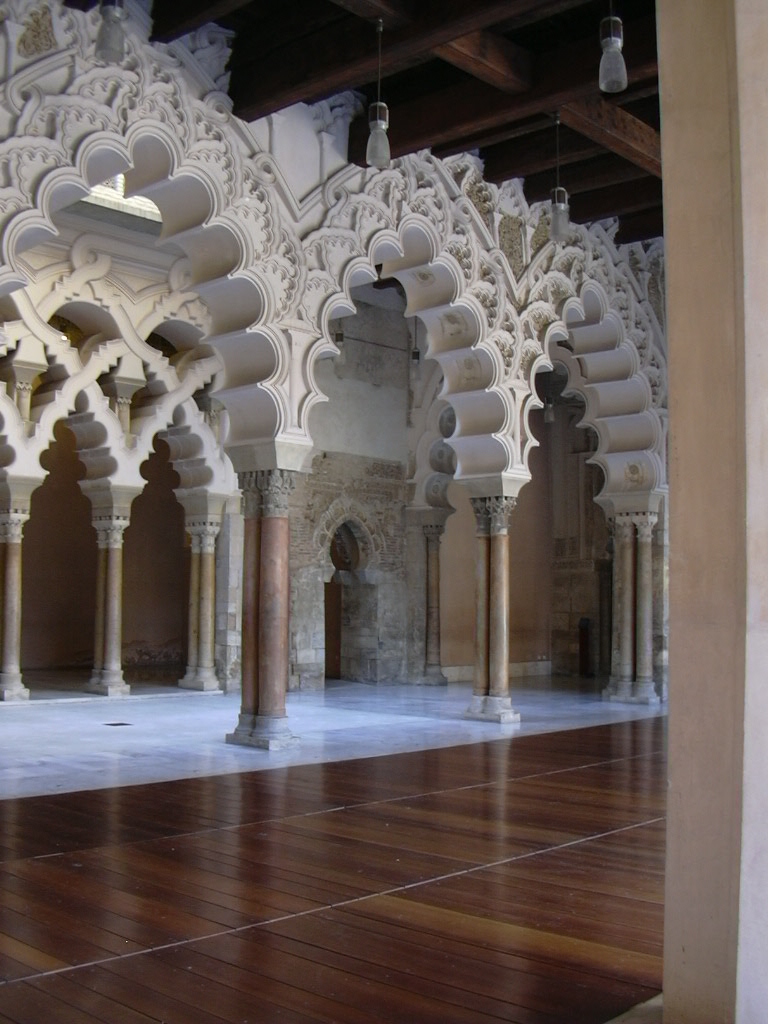
Arcos lobulados y arcos entrelazados, La Aljafería (Zaragoza)
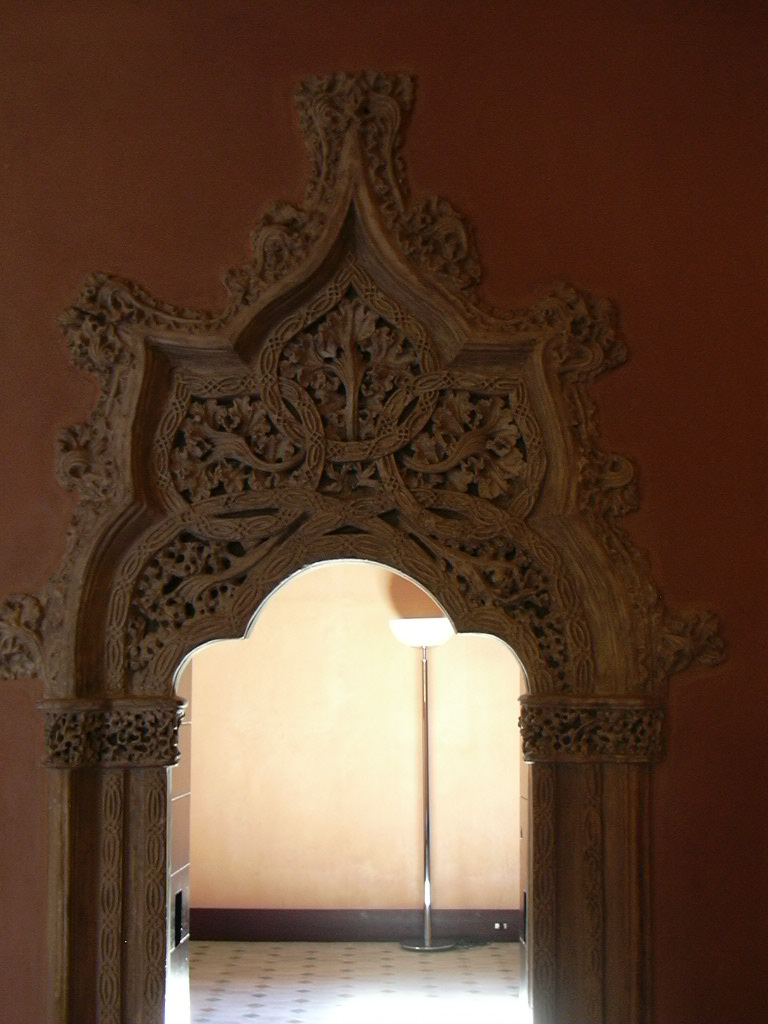
Arco mixtilíneo, La Aljafería (Zaragoza)
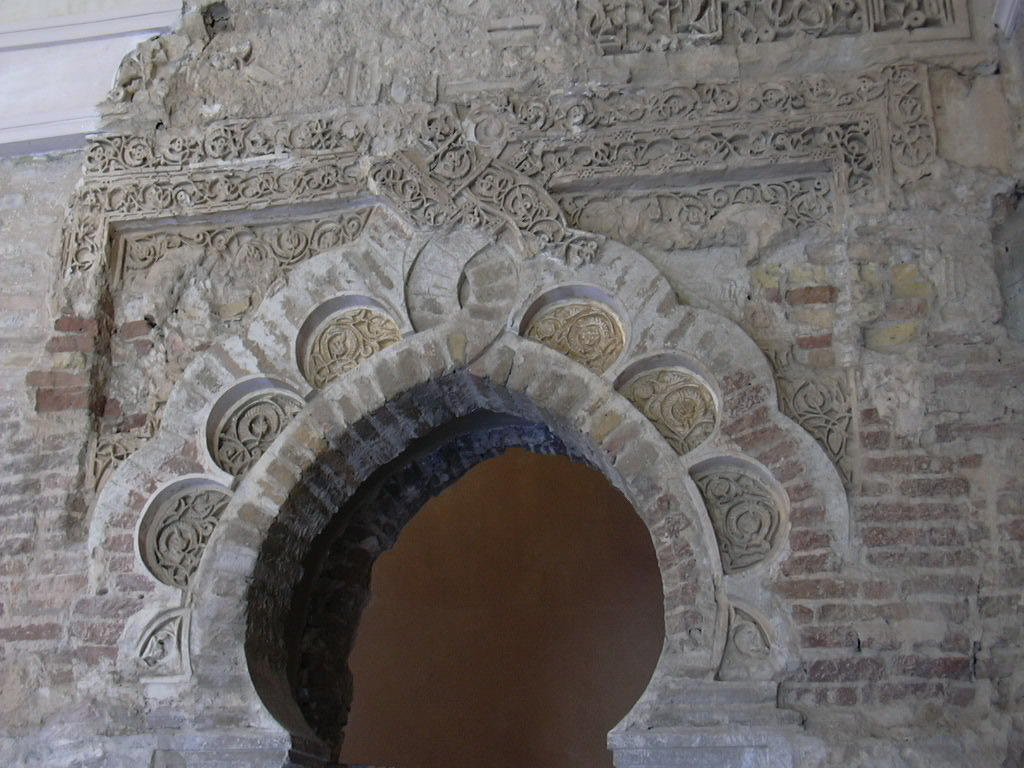
Arco de herradura túmido, con decoración de arco lobulado y alfiz, La Aljafería (Zaragoza)
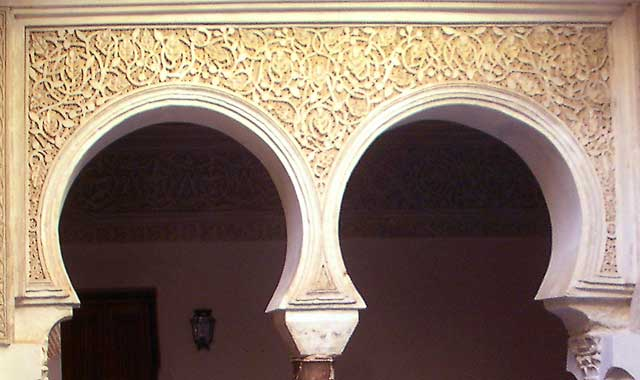
Arcos de herradura mudéjares, Monasterio de las Claras (Tordesillas)
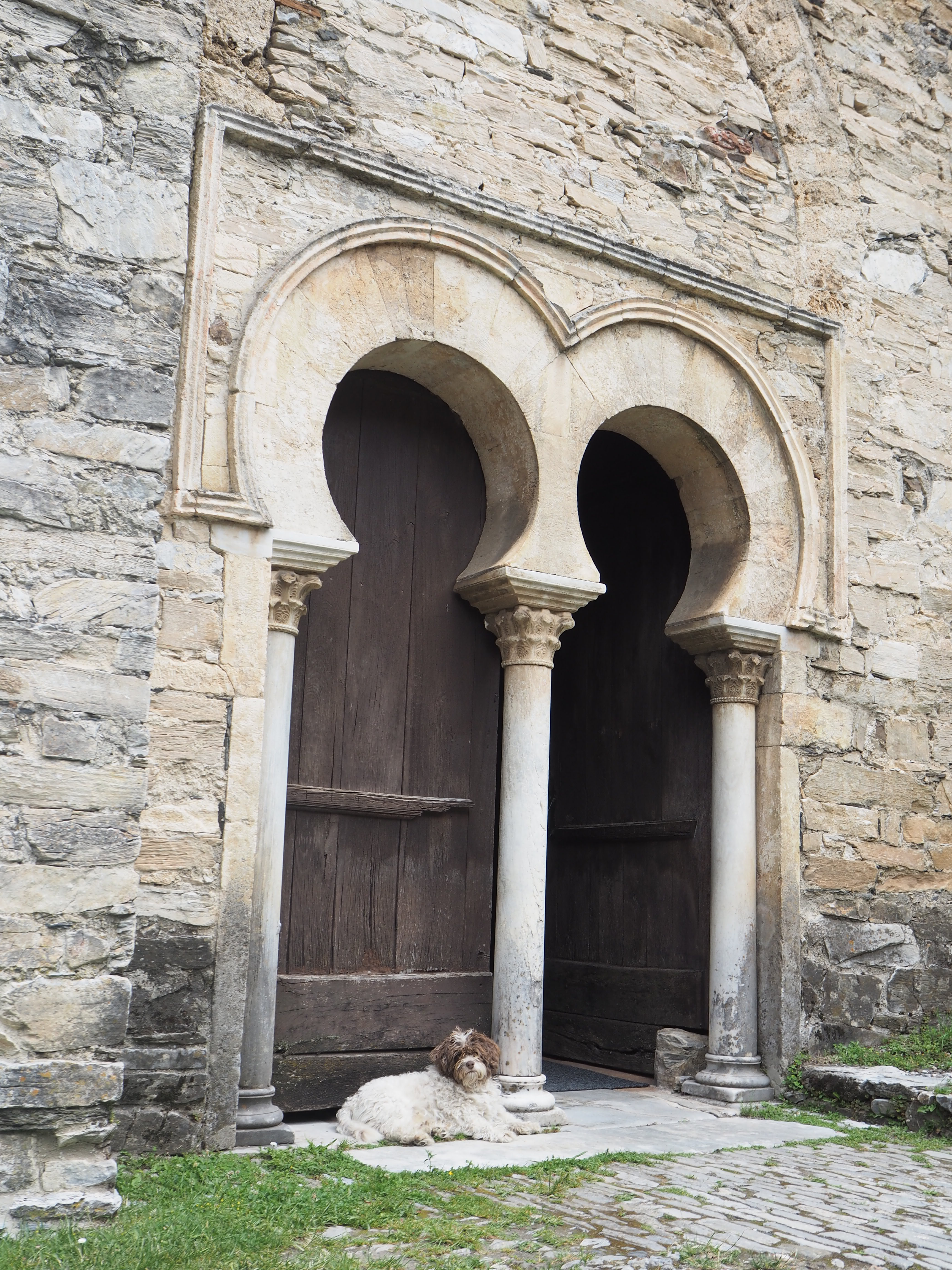
Arcos de herradura mozárabes en Santiago de Peñalba (Ponferrada, León)